# Phoxichilidiidae
Phoxichilidiidae – rodzina kikutnic z nadrodziny Phoxichilidoidea lub rzędu Nymphonomorpha.
Kikutnice ta pozbawione są nogogłaszczków, ale mają dobrze rozwinięte i sprawne chelifory. Zbudowane z dziewięciu członów owigery występują wyłącznie u samców, zaopatrzone są proste kolce lub szczeci i pozbawione strigilis. Pazurki boczne na propodusie są drobne i słabe lub całkiem nieobecne.
Rodzina ta obejmuje 4 rodzaje:
- Anoplodactylus Wilson, 1878
- Phoxichilidium Milne Edwards, 1840
- Phoxiphilyra Stock, 1974
- Pycnosomia Losina-Losinsky, 1961